# Energylandia
Energylandia là một công viên giải trí ở Ba Lan. Nó nằm ở Zator, thuộc tỉnh Lesser Poland, phía Nam Ba Lan. Nó cách Krakow khoảng 50 kilômét (31 mi)  và cách Vác-sa-va 400 kilômét (250 mi). Energylandia là công viên giải trí lớn nhất trong cả nước, rộng 26 hécta (64 mẫu Anh).

## Lịch sử
Energylandia khai trương vào ngày 14 tháng 7 năm 2014. Trong năm đầu tiên, nó có ba tàu lượn siêu tốc: Frutti Loop, Sao Hỏa và Viking. Năm 2015, thêm ba tàu lượn siêu tốc được mở, bao gồm Tàu lượn siêu tốc Energuś (Tàu lượn siêu tốc Vekoma), Tàu lượn siêu tốc Maya (Tàu lượn siêu tốc treo lơ lửng Vekoma) và Tàu lượn siêu tốc Rồng (Tàu lượn gia đình treo lơ lửng Vekoma). Vào năm 2016, công viên đã mở Formuła, một tàu lượn siêu tốc được sản xuất bởi Vekoma.
Vào tháng 10 năm 2016, công viên đã công bố ba tàu lượn siêu tốc mới sẽ mở cửa vào năm 2017.. Công viên cũng đã công bố kế hoạch cho một tàu lượn siêu tốc mới sẽ mở vào năm 2018. Vào tháng 10 năm 2017, tên của tàu lượn siêu tốc mới được tiết lộ là Hyperion. Ngoài Hyperion, công viên đã mở một tàu lượn nước Intamin có tên Speed vào năm 2018.
Vào tháng 10 năm 2018, công viên đã công bố kế hoạch cho Zadra, một tàu lượn siêu tốc Núi Đá dự kiến khai trương vào năm 2020.

## Trò chơi

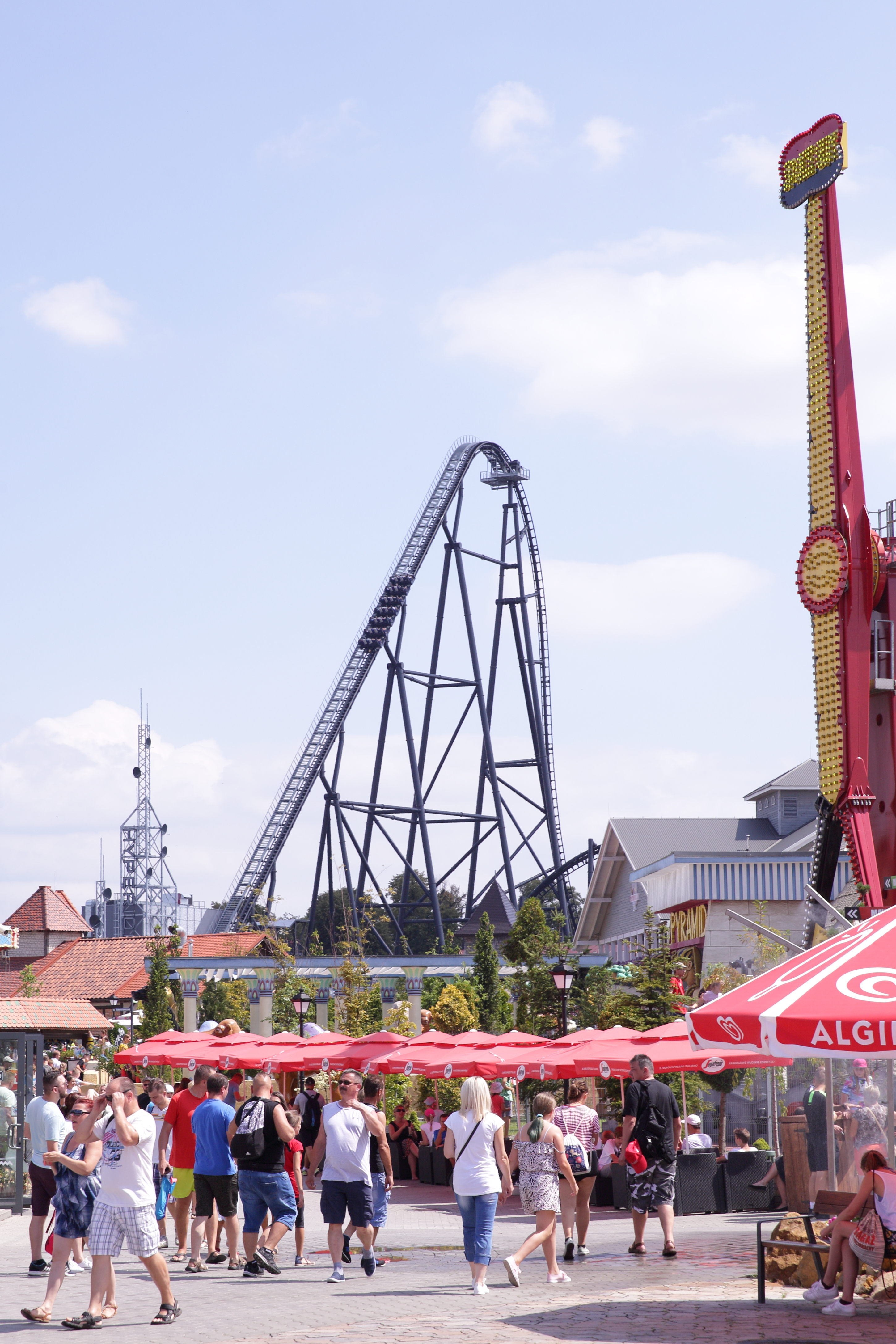
Tàu lượn Hyperion Mega

Công viên có nhiều điểm tham quan bao gồm tàu lượn siêu tốc, đường trượt nước và những trò chơi khác. Các điểm tham quan được chia thành ba"khu vực", tùy thuộc vào mức độ tăng dần của độ khó. Ngoài ra còn có một công viên nước. Ba khu vực và điểm thu hút của chúng là:

### Khu trẻ em
Trong tiếng Ba Lan: 'Bajkolandia'. Khu vực này dành cho trẻ nhỏ nhất đến thăm công viên, có tàu lượn siêu tốc, Cưỡi ngựa kéo quân và các điểm tham quan thân thiện với trẻ em khác.

#### Điểm tham quan
| Trò chơi                              | Loại hình          | Mô tả và tính năng | Đã mở |
| ------------------------------------- | ------------------ | --- | ----- |
| 'Tàu lượn siêu tốc Energuś'           | tàu lượn siêu tốc  | Một tàu lượn siêu tốc cho trẻ nhỏ Nhà sản xuất: Vekoma Mô hình: tàu lượn siêu tốc cho trẻ nhỏ (335m) - chiều cao tối đa: 13 mét - tốc độ tối đa: 50 km/h - chiều dài: 335 mét Tàu hỏa: 8 xe, mỗi xe hai người với tổng số 16 người lái | 2015  |
| WRC Dodgems                           | Di chuyển ngang    | Những chiếc xe điện đụng của 'WRC Dodgems' - những chiếc xe an toàn nhờ dây an toàn đặc biệt và hệ thống bảo vệ | 2014  |
| Vòng lặp hạnh phúc                    | tàu lượn siêu tốc  | Một tàu lượn siêu tốc Nhà sản xuất: Tập đoàn SBF Visa Model: tàu lượn nhỏ (3 vòng) | 2017  |
| Xe kéo quân vui nhộn                  | Di chuyển ngang    | |       |
| Xiếc xe kéo quân                      | Di chuyển ngang    | |       |
| Xiếc tàu lượn                         | tàu lượn siêu tốc  | Một tàu lượn siêu tốc Nhà sản xuất: Tập đoàn SBF Visa Model: tàu lượn hình con rồng (MX600 / D) | 2017  |
| Xe buýt điên                          | Di chuyển ngang    | |       |
| Triển lãm hàng không                  | Di chuyển ngang    | |       |
| Magic Fly - chuyến tàu ngắm cảnh      |                    | |       |
| Chương trình nhào lộn                 | Di chuyển ngang    | |       |
| Chú hề điên                           | Di chuyển ngang    | |       |
| Tàu Sky                               | Di chuyển ngang    | |       |
| Cưỡi ngựa kéo quân bay                | Di chuyển ngang    | |       |
| Cưỡi ngựa kéo quân cổ tích lớn"Sissi" | Di chuyển ngang    | |       |
| Xe jeep Safari                        |                    | |       |
| Câu chuyện cổ tích"Leo"               | Di chuyển ngang    | |       |
| Trang trại lùn                        |                    | |       |
| Thuyền đảo Kho báu                    | Trò chơi dưới nước | Một chuyến đi trong máng nước nhỏ Nhà sản xuất: Tập đoàn SBF Visa |       |
| Đường Trượt Bắc Cực                   | Di chuyển ngang    | |       |
| Cưỡi ngựa kéo quân siêu bơm           | Di chuyển ngang    | |       |

### Khu gia đình
Trong tiếng Ba Lan: 'Strefa Familijna'. Khu vực này của công viên có các điểm tham quan cho cả gia đình, người lớn và trẻ em. Nó cũng có nhiều trò chơi được gọi là 'tương tác' như Splash Battle.

#### Điểm tham quan
| Trò chơi                  | Loại hình             | Mô tả và tính năng | Đã mở |
| ------------------------- | --------------------- | --- | ----- |
| Trận chiến giật gân       | Trò chơi dưới nước    | Trò chơi tương tác dưới nước Nhà sản xuất: Tập đoàn SBF Visa - thuyền bốn người với vòi rồng cho phép bắn vào những đối thủ khác trên đường đua - đại bác dọc theo đường ray cho phép người quan sát tham gia | 2014  |
| Tàu lượn siêu tốc RMF     | tàu lượn siêu tốc     | Một tàu lượn siêu tốc đảo ngược Nhà sản xuất: Vekoma Model: tàu lượn gia đình (453m) - tốc độ tối đa: 75 km/h - chiều cao tối đa: 20 mét - Đường ray 453 mét                                                  | 2015  |
| Làng Viking               |                       | |       |
| Cung thiên văn            |                       | |       |
| Làng Thụy Sĩ              |                       | |       |
| Đi xe Viking              | Trò chơi dưới nước    | Trò chơi dưới nước có tương tác |       |
| Cốc nước Thụy Sĩ          | Trò chơi dưới nước    | |       |
| Cuộc phiêu lưu trong rừng | Trò chơi dưới nước    | Một ghềnh sông Nhà sản xuất: Intamin | 2017  |
| Boomerang                 | Một tàu lượn siêu tốc | Một tàu lượn siêu tốc Nhà sản xuất: Vekoma Người mẫu: Junior Boomerang | 2017  |
| Anaconda                  | Trò chơi dưới nước    | bể tràn nước Nhà sản xuất: Intamin | 2017  |
| Công thức tự động         | Di chuyển ngang       | Xe điện đụng |       |
| Tấn công quái vật         | Một chuyến đi tối     | Một chuyến đi trong bóng tối có tương tác |       |
| Tàu lượn siêu tốc         | Một tàu lượn siêu tốc | Một tàu lượn siêu tốc Nhà sản xuất: Tập đoàn SBF Visa | 2014  |
| Chuyến đi tới mỏ vàng     | Trò chơi dưới nước    | Một chuyến đi trong máng nước nhỏ Nhà sản xuất: Tập đoàn SBF Visa | 2014  |
| Máy bay lượn              |                       | |       |
| Frutti Loop Coaster       | Một tàu lượn siêu tốc | Một tàu lượn siêu tốc Nhà sản xuất: Tập đoàn SBF Visa Mô hình: Wacky Worm | 2014  |
| Atlantis                  | Trò chơi dưới nước    | Một ghềnh sông Nhà sản xuất: Tập đoàn SBF Visa | 2014  |

### Khu vực trò chơi cảm giác mạnh
Trong tiếng Ba Lan: 'Strefa Ekstremalna'. Khu vực này có các trò chơi mạo hiểm nhất của công viên như Tàu lượn siêu tốc Maya.

#### Điểm tham quan
| Trò chơi                      | Loại hình             | Mô tả và tính năng | Đã mở |
| ----------------------------- | --------------------- | --- | ----- |
| Tàu lượn siêu tốc Maya        | Một tàu lượn siêu tốc | Một tàu lượn siêu tốc đảo ngược Nhà sản xuất: Vekoma Model: tàu lượn nhiều vòng (Tiêu chuẩn 689m) - tốc độ tối đa: 80 km/h - chiều cao tối đa: 33,3 m     | 2015  |
| Tàu lượn siêu tốc Mega        | Một tàu lượn siêu tốc | Một tàu lượn siêu tốc Nhà sản xuất: Intamin - tốc độ tối đa: hơn 142 km/h - chiều cao tối đa: 77 m - Rơi 80 m - chiều dài theo dõi: 1450 m - góc rơi 85 ° | 2018  |
| Tàu lượn nước siêu tốc        | Một tàu lượn siêu tốc | ' tàu lượn nước ' Nhà sản xuất: Intamin - tốc độ tối đa: 110 km/h - chiều cao tối đa: 50 m                                                                | 2018  |
| Tàu lượn siêu tốc Công thức 1 | Một tàu lượn siêu tốc | Một tàu lượn siêu tốc Nhà sản xuất: Vekoma Model: Không gian ảo (560m LSM) - tốc độ tối đa: 79,2 km/h - chiều cao tối đa: 24,7 m - chiều dài: 560 m       | 2016  |
| Tàu lượn siêu tốc Viking      | Một tàu lượn siêu tốc | Một tàu lượn hình con chuột hoang quay Nhà sản xuất: Tập đoàn SBF Visa Model: tàu xoay (MX52)                                                             | 2014  |
| Súng không gian               | Di chuyển ngang       | Một con lắc di chuyển Nhà sản xuất: Tập đoàn SBF Visa |       |
| Tên lửa không gian            | Di chuyển ngang       | Một tên lửa Nhà sản xuất: Tập đoàn Fabbri |       |
| Xích đu Aztec                 | Di chuyển ngang       | Một con lắc đi Nhà sản xuất: Tập đoàn SBF Visa |       |
| Apocalipto                    | Di chuyển ngang       | Một vòng quay đỉnh Nhà sản xuất: Tập đoàn Fabbri |       |
| Sóng thần nhỏ giọt            | Di chuyển ngang       | Một tháp thả Nhà sản xuất: Tập đoàn SBF Visa |       |